# Западный пограничный округ
Краснознамённый Западный пограничный округ (сокращённо — КЗПО) — военно-административное оперативное объединение (пограничный округ) пограничных войск КГБ СССР
Данное объединение, в разные исторические периоды под различными названиями, осуществляло задачу по охране западной границы СССР от Чёрного до Балтийского моря. Ввиду того что объединение в ходе многочисленных реформ разделялось на отдельные соединения, а после заново объединялось в единое формирование, в статье рассматривается общая история всех соединений входивших в его состав.

## История формирования

### Предшественники формирования в Российской империи
5 августа 1827 года была создана Таможенная пограничная стража. В 1835 году она была переименована в Пограничную стражу.

Ко второй половине XIX века Российская империя в своей западной оконечности включала в свой состав Польшу, Украину, Бессарабию и бывшие прибалтийские княжества входившие в состав Виленской и Ковенской губернии. Пограничная стража в данных регионах часто вступала с масштабные боестолкновения как с внешними нарушителями границы так и привлекались к подавлению мятежей происходивших в самих провинциях. К примеру в ходе Крымской войны подразделениям пограничной стражи приходилось отражать частые морские десанты со стороны коалиции противника. Также пограничной страже приходилось совместно с войсками Варшавского округа участвовать в подавлении Польского восстания 1863 года.
Указом Александра III от 15 октября 1893 года на основе пограничной стражи департамента таможенных сборов Министерства финансов был сформирован Отдельный корпус пограничной стражи, который организационно упорядочил охрану границы. В составе корпуса были сформирован 4 округа в чьи задачи входила охрана сухопутной западной границы Российской империи от Балтийского до Чёрного моря.
Задачей данных округов являлась охрана морской, речной и сухопутной границы с Австро-Венгрией, Германской империей и Королевством Румыния.
С началом Первой мировой войны все пограничные бригады на западных рубежах были переподчинены Военному министерству, дополнительно развёрнуты к штатам военного времени и частично участвовали в боевых действиях.

### Межвоенный период
По итогам Брестского мира, заключённого 3 марта 1918 года от Советской России были отторгнуты Польша (вместе с Западной Украиной и Западной Белоруссией) и губернии образованные на месте бывших прибалтийских княжеств.
29 марта 1918 года решением Военного Совета РСФСР был создан Западный участок отрядов завесы, представлявший собой соединение для защиты границы от вторжения германских войск, который согласно мнению военных историков следует считать за объединение выполнявшее функции пограничных войск. Указанная дата считается днём создания Западного пограничного округа, который является правопреемником Западного участка отрядов завесы.
28 мая 1918 года был подписан Декрет о создании пограничной охраны Советской республики.
1 февраля 1919 года по распоряжению Революционного военного совета пограничная охрана была преобразована в пограничные войска. Пограничные округа были переименованы в пограничные дивизии, районы — в пограничные стрелковые полки, подрайоны — в батальоны, дистанции — в роты. Всего было сформировано три пограничные дивизии, в каждой из которых имелось пять полков и пять кавалерийских дивизионов.
В связи с тяжёлой ситуацией на фронтах Гражданской войны, 18 июля 1919 года Совет Труда и Обороны включил пограничные войска в состав действующей армии.
19 января 1921 года решением Совета Труда и Обороны пограничные войска были выведены из состава армии.
Под руководством председателя ВЧК Ф. Э. Дзержинского к июню 1921 года было сформировано 15 пограничных бригад, общей численностью 36 000 человек, что составило меньше половины принятого штата пограничных войск.
Для охраны западных сухопутных и морских границ были созданы следующие пограничные округа с дислокациями управлений в указанных городах:
- Белорусский пограничный округ — Минск
- Киевский пограничный округ — Киев. 26 января 1940 года переименован в Украинский пограничный округ.
- Харьковский пограничный округ — Харьков
- Азовско-Черноморский пограничный округ — Симферополь. К началу 1939 переименован в Крымский пограничный округ.

С присоединением к СССР в августе 1940 года Молдавии, Литвы, Эстонии и Латвии была произведена реорганизация пограничных войск НКВД со следующими организационными мероприятиями:
- создан Прибалтийский пограничный округ
- создан Молдавский пограничный округ

25 февраля 1940 года руководством НКВД, на базе 9 пограничных отрядов Украинского округа был создан Западный пограничный округ с управлением в г. Львов. Этим же решением управление пограничных войск Украинского округа было переименовано в Управление пограничных войск УССР в подчинении которого было 10 пограничных отрядов и сам Западный пограничный округ.
Тем же решением Белорусский пограничный округ вместе с Прибалтийским округом вошли в состав вновь сформированного Северо-Западного пограничного округа.
15 августа 1940 года Управление пограничных войск УССР, находящееся в Киеве, было расформировано. Западный пограничный округ, находящийся во Львове был переименован в Управление пограничных войск УССР. Все части Киевского пограничного округа вошли в состав нового округа.

### Великая Отечественная война

#### Начальный этап
Пограничные войска НКВД охранявшие западную границу СССР, 22 июня 1941 года первыми приняли на себя удар от вторжения сухопутных войск Вермахта. В основном это коснулось формирований Украинского, Белорусского и Прибалтийского пограничных округов.
По плану боевых действий немецких войск на уничтожение советских пограничных застав было отведено полчаса. К примеру время захвата 10-й пограничной заставы 98-го Любомльского пограничного отряда согласно трофейной рабочей карте офицера было обозначено как 4.30 22 июня.
Преобладание противника в живой силе на разных участках наступления было в 6-20 раз, по ручным пулемётам — в 2-3 раза. На участках наступления, где противник применял бронетехнику, пограничные заставы были уничтожены в среднем за 1-2 часа. Большинство пограничных застав было уничтожено к середине дня 22 июня.
В редких случаях пограничникам удавалось отстоять позиции либо сражаться в окружении на протяжении нескольких суток. К примеру, 13-я пограничная застава 90-го Владимир-Волынского отряда вела бои в окружении в течение 11 суток.
23 июня произошёл первый в истории Великой Отечественной войны прецедент, когда советским войскам удалось произвести успешную контратаку. Относительно малым силам пограничников (около 500 бойцов из 92-го Перемышльского пограничного отряда) удалось в контратаке отбить на пять суток у наступавших немецких войск г. Перемышль. Данное событие, имевшее несомненную ценность для поднятия боевого духа в рядах РККА, было озвучено Совинформбюро 25 июня 1941 года.
В обороне Брестской крепости, длившейся более недели, кроме пограничников принимали участие части Красной армии. Суммарные потери немцев в Брестской крепости составили до 5 % от общих потерь вермахта на Восточном фронте за первую неделю войны.
Формирования Молдавского пограничного округа общей численностью личного состава в 10973 человека, нёсшие охрану советско-румынской границы, совместно с частями 9-й Армии удерживали позиции до 2 июля 1941 года.
На участке ответственности 79-го Измаильского пограничного отряда, усиленного армейскими частями, пограничники неоднократно осуществляли небольшие рейды через реку Дунай на румынскую территорию. Вечером 25 июня командование 9-й армией приняло решение на проведение крупной десантной операции, в ходе которой бойцы 79-го пограничного отряда и 51-й стрелковой дивизии, высадившись со сторожевых катеров 4-го отряда пограничных судов, смогли разгромить батальон румынской пехоты и захватить г. Килия-Веке, который удерживали с утра 26 июня по 28 июня.
В связи с тем, что малочисленные подразделения пограничников практически полностью уничтожались в приграничных сражениях и физически невозможно было провести статистику потерь, среди безвозвратных потерь свыше 90 % составляют пропавшие без вести. На 1 апреля 1942 года в пограничных войсках числилось убитыми и умершими от ранений — 3684 человека, пропавшими без вести — 35298 человек, попавшими в плен — 136 человек, ранеными и обмороженными — 8240 человек, выбывшими по разным причинам — 956 человек. Самые большие потери были у пограничных частей Белорусского, Украинского и Прибалтийского пограничных округов.

#### Реформирование пограничных войск
С дальнейшим отступлением советских войск на восток Белорусский, Украинский, Молдавский и Прибалтийский пограничные округа фактически прекратили своё существование. Требовалось принятие экстренных мер по реорганизации остатков пограничных войск НКВД на западном направлении, включая формирования Крымского округа, к зоне ответственности которого фронт ещё не приблизился.
Приказом заместителя народного комиссара внутренних дел СССР по пограничным и внутренним войскам генерал-лейтенанта И. И. Масленникова от 26 июня 1941 года остатки уцелевших подразделений пограничных отрядов были выведены в тылы Красной Армии и переформированы в пограничные полки НКВД с сохранением порядкового номера. Им была поставлена задача по охране тыла действующей армии, которую они выполняли совместно с внутренними войсками НКВД. Данным приказом остатки пограничных войск бывших пограничных округов на западном направлении переходили в оперативное подчинение начальникам охраны тыла следующих фронтов:
- войска Молдавского округа — охрана тыла Южного фронта.
- войска Украинского округа — охрана тыла Юго-Западного фронта
- войска Крымского округа — охрана тыла Отдельной Приморской армии Южного фронта.
- войска Белорусского округа — охрана тыла Западного фронта. Части пограничных войск Белорусского пограничного округа, дислоцированные на территории Литовской ССР, перешли в управление охраны тыла Северо-Западного фронта.

Окончательное решение о полном выводе всех формирований пограничной и конвойной службы НКВД из состава действующей армии произошло по решению Ставки Верховного Главнокомандования 15 декабря 1941 года. Также из пограничников, выведенных в тыл, были сформированы истребительные батальоны по борьбе с диверсантами. Задачи по охране тыла действующей армии и по борьбе с диверсантами пограничные формирования выполняли вплоть до завершения боевых действий.

#### Выход на границу
В период с 3 по 11 апреля 1944 года 24-й, 123-й, 124-й и 128-й пограничные полки НКВД, следовавшие в арьергарде 2-го Украинского фронта, достигли государственной границы СССР на реке Прут. Решением командования от каждого полка было оставлено по одному батальону для охраны границы, а сами полки продолжили продвижение следом за наступающими на запад войсками 2-го Украинского фронта.
20 мая 1944 года вновь был воссоздан Молдавский пограничный округ. Одновременно в мае началось повторное формирование Украинского пограничного округа в районе Харькова, которое закончилось к 10 августа 1944 года, когда пограничные отряды приступили к охране советско-польской границы.
Кроме этого постановлением ГКО СССР от 2 апреля 1945 года был организован Юго-западный пограничный округ с управлением в Кракове, в составе 5 пограничных отрядов, на который была возложена задача по временной охране границы между Польшей и Чехословакией (до создания пограничной стражи Польши).
К ноябрю 1944 года в составе 12 управлений войск НКВД охраны тыла фронтов находилось 46 пограничных полков. Общая численность этих войск составляла 77112 человек.

#### Борьба с националистами
Начиная с апреля 1944 года, пограничные полки НКВД из управлений охраны тыла 1-го и 2-го Белорусского, 1-го, 2-го, 3-го и 4-го Украинских фронтов приступили к ликвидации формирований ОУН и УПА, развернувших широкое противодействие советской власти на освобождённых территориях.
Так, 29-30 августа 1944 года в окрестностях г. Рава-Русская действиями 104-го пограничного полка, усиленного артиллерией, были ликвидированы крупные бандформирования УПА «Эмма» и «Железняка» общей численностью в 1400 человек. 4-5 сентября в районе Старого Порицка усилиями 2-го и 104-го пограничных полков и 145-го стрелкового полка НКВД ликвидировано бандформирование «Чарнота» в 800 человек.
С продвижением советских войск на запад и отдалением линии фронта размах боевых действий с националистами постоянно нарастал. К концу 1944 года руководство УПА и ОУН перешли к планомерному формированию новых сотен в южных районах Станиславской области (ныне Ивано-Франковская), взамен уничтоженных войсками НКВД, для борьбы с советской властью на территории нескольких областей Западной Украины..
Процесс борьбы с украинскими националистами, в котором активное участие принимали пограничные войска, затянется на целое десятилетие до 1954 года.

#### Борьба с Армией Крайовой
В ходе освобождения Польши, Западной Украины и Западной Белоруссии в тылу советских войск участились случаи расправы над советскими военнослужащими и военнослужащими Войска Польского, в которых участвовали бойцы Армия Крайова (АК).
В период с 28 июня 1944 до 30 мая 1945 членами АК было убито 594 и ранено 218 советских военнослужащих.
Руководство АК, находящееся в Лондоне, издало приказ, согласно которому бойцы АК должны были выступать против советских войск и Войска Польского. В связи с этим пограничным полкам из управления охраны тыла 1-го Белорусского фронта был отдан приказ на нейтрализацию формирований АК. 8 августа 1944 года 172-й пограничный полк НКВД в Радзиньском уезде наткнулся на сопротивление при мероприятиях по разоружению 35-го пехотного полка АК.
АК имела структуру пехотных соединений довоенной польской армии (дивизия-полк-компания-плютон-дружина). Территория Польши была разбита на округа по воеводствам. Часть формирований находилась на нелегальном положении, часть на полулегальном.
Для планомерной борьбы с формированиями АК из пограничных полков и полков внутренних войск создаётся Сводная дивизия войск НКВД под командованием генерал-майора Б. П. Серебрякова. В состав дивизии вошли 2-й, 11-й, 18-й и 98-й пограничные полки, 145-й стрелковый полк внутренних войск, 198-й отдельный мотострелковый батальон внутренних войск. Впоследствии в разное время ей придавались и другие соединения, в частности 338-й погранполк, 267-й полк внутренних войск, дивизион бронепоездов.
Усилиями войск НКВД, а также активной работой с местным населением, АК утратила свою боеспособность ко второй половине 1945 года.

### Послевоенный период
С окончанием войны к СССР отошла частично территория Восточной Пруссии, которая стала Калининградской областью РСФСР. Её граница с Польшей вошла в зону ответственности Белорусского пограничного округа.
В 1957 году была проведена реформа, в ходе которой в зону ответственности Прибалтийского военного округа была включена граница Калининградской области и граница Литовской ССР с Польшей, которая в довоенное время входила в зону ответственности Белорусского пограничного округа.
22 февраля 1954 года были объединены Украинский и Молдавский пограничные округа под общим названием Юго-западный пограничный округ. Управление округа было в г. Львов. Юго-западный округ контролировал границу с Чехословакией, Румынией, Венгрией и побережье Чёрного моря в Украинской ССР.
20 февраля 1954 года Белорусский округ был переименован в Западный, 10 марта 1956 года — вновь переименован в Белорусский. 28 июня 1957 года Белорусский округ был во второй раз переименован в Западный. 22 января 1960 года приказом главы КГБ Западный пограничный округ был преобразован в Оперативную группу пограничных войск КГБ при Совете Министров Белорусской ССР. Тем же приказом Юго-Западный пограничный округ был преобразован в Оперативную группу пограничных войск КГБ при Совете Министров Украинской ССР с отделением из прежнего состава округа 22-го Кишинёвского пограничного отряда, который занимался охраной границы Молдавской ССР с Румынией.
13 марта 1963 года объединением Оперативных групп пограничных войск Белорусской ССР и Украинской ССР а также 22-го Кишинёвского пограничного отряда был создан Западный пограничный округ с управлением в Киеве. В таком составе Западный пограничный округ просуществовал до распада СССР.

### Период распада СССР
4 ноября 1991 года Верховный Совет Украины принял закон «О государственной границе Украины», согласно которому Украина должна была самостоятельно охранять собственные границы и намеревалась создать для их охраны собственную пограничную службу.
Фактически части и соединения войск Западного пограничного округа КГБ СССР, дислоцированные на территории бывшей УССР, переходили под юрисдикцию Украины. Данным законом дальнейшее функционирование Западного пограничного округа как единого формирования в прежнем составе, с этой даты было прекращено.
10 июня 1992 года указом № 139 президента Молдавии «О неотложных мерах по организации охраны государственной границы Республики Молдова» были созданы пограничные войска. Одновременно вышло постановление правительства Молдавии о создании пограничных войск на основе подразделений Западного пограничного округа КГБ СССР, дислоцированных на территории бывшей МССР.
Республика Беларусь была последним из трёх государств, входивших ранее в зону ответственности Западного пограничного округа, которое законодательно придало своим границам с сопредельными государствами статус государственной границы. Это произошло 11 июня 1993 года по постановлению Верховного Совета Республики Беларусь от 11.06.1993 № 2379-XII «О придании границе Республики Беларусь с Российской Федерацией, Украиной, Литовской Республикой и Латвийской Республикой правового статуса Государственной границы».
Постановлением Верховного Совета Республики Беларусь № 1095-XII от 20 сентября 1991 г. подразделения Западного пограничного округа КГБ СССР, дислоцированные на территории бывшей БССР, были подчинены Совету Министров Республики Беларусь и вошли в состав ГПК Республики Беларусь.

## Состав округа
Состав Западного пограничного округа перед распадом СССР.

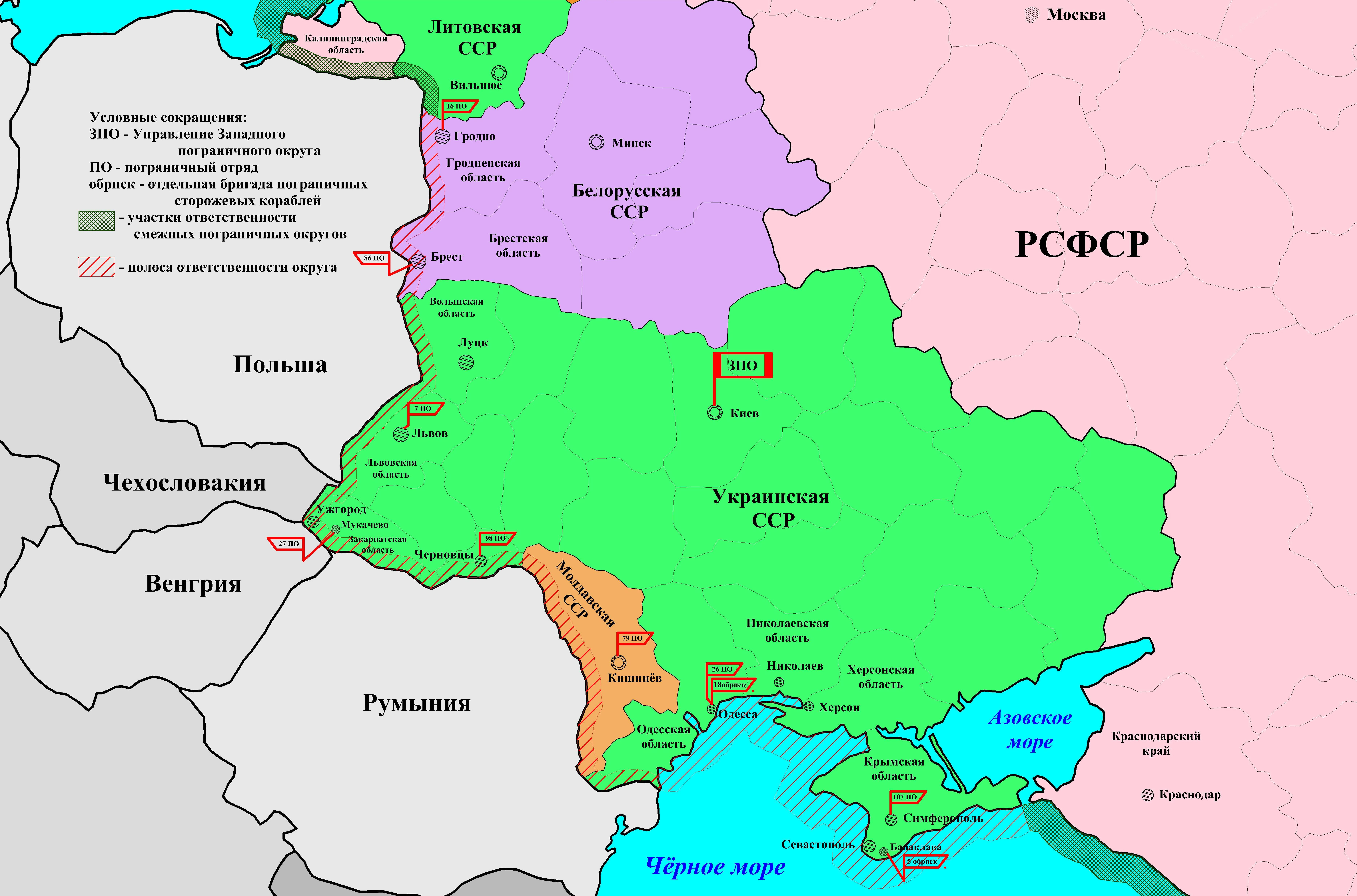
Западный пограничный округ на 1991 год.
Расположение отрядов.

Отряды указаны по расположению с севера на юг, выделены почётные названия отрядов:
- Управление округа — Киев, Украинская ССР
  - Комендатура управления округа (в/ч 2451) — Киев
- 16-й Гродненский пограничный отряд (в/ч 2141) — Белорусская ССР
- 86-й Брестский Краснознаменный пограничный отряд имени Ф. Э. Дзержинского (в/ч 2187) — Белорусская ССР
- 7-й Карпатский, орденов Красной Звезды, Кутузова и Александра Невского пограничный отряд (в/ч 2144) — г. Львов, Украинская ССР
- 27-й Мукачевский Краснознаменный пограничный отряд (в/ч 2142) — Украинская ССР
- 98-й Черновицкий пограничный отряд (в/ч 2195) — Украинская ССР
- 22-й[19] Нижнеднестровский Краснознаменный пограничный отряд (в/ч 2134) — г. Кишинёв, Молдавская ССР
- 26-й Одесский Краснознаменный пограничный отряд (в/ч 2138) — Украинская ССР
- 79-й[20] Симферопольский Краснознаменный пограничный отряд (в/ч 2161) — Украинская ССР
- Отдельный контрольно-пропускной пункт «Киев»
- Отдельный контрольно-пропускной пункт «Мариуполь»
- Отдельный контрольно-пропускной пункт «Брест»
- Отдельный контрольно-пропускной пункт «Мостиска»
- Отдельный контрольно-пропускной пункт «Одесса»
- Отдельный контрольно-пропускной пункт «Чоп»
- Отдельный контрольно-пропускной пункт «Измаил»
- 6-я межокружная школа сержантского состава (в/ч 2418) — г. Великие Мосты
- Окружной военный госпиталь (в/ч 2524) — г. Одесса
- Окружной военный госпиталь (в/ч 2522) — г. Львов
- 9-й военный склад (в/ч 2429) — г. Львов
- 130-й отдельный батальон связи (в/ч 2428) — г. Киев
- 30-й отдельный инженерно-строительный батальон (в/ч 9507) — г. Львов
- 5-я отдельная Краснознаменная бригада пограничных сторожевых кораблей (в/ч 2382) — г. Балаклава
- 18-я отдельная бригада пограничных сторожевых кораблей (в/ч 9799) — г. Одесса

## Начальники войск пограничного округа
Список начальников войск округа:
- Иванов, Борис Алексеевич — март 1963 — январь 1972
- Лавриненко, Николай Васильевич — 7 января 1972 — декабрь 1980
- Калиниченко, Илья Яковлевич — декабрь 1980 — июнь 1985
- Стус, Владимир Иванович — июнь 1985 — август 1990
- Губенко, Валерий Александрович — август 1990 — октябрь 1991

## Герои Советского Союза
Военнослужащие пограничных округов, охранявших западную границу (Белорусский, Украинский, Молдавский, Крымский), удостоенные звания Герой Советского Союза за подвиги в Великой Отечественной войне:
- Бузыцков Иван Дмитриевич. Сайт «Герои страны». — командир пулемётного отделения 5-й заставы 25-го Кагульского отряда Молдавского округа. Звание присвоено 26 августа 1941 года.
- Ветчинкин Кузьма Фёдорович. Сайт «Герои страны». — начальник 12-й заставы 25-го Кагульского отряда Молдавского округа. Звание присвоено 26 августа 1941 года.
- Кижеватов Андрей Митрофанович. Сайт «Герои страны». — начальник 9-й заставы 17-го Брестского отряда Белорусского округа. Звание присвоено 6 мая 1965 года, посмертно.
- Кирдищев Гавриил Федотович. Сайт «Герои страны». — начальник 8-й заставы 2-го стрелкового батальона 13-го пограничного полка НКВД по охране тыла 3-го Белорусского фронта. Звание присвоено 24 марта 1945 года, посмертно.
- Константинов Александр Константинович. Сайт «Герои страны». — помощник начальника штаба 1-й пограничной комендатуры 25-го Кагульского отряда Молдавского округа. Звание присвоено 26 августа 1941 года.
- Крылов Фёдор Гаврилович. Сайт «Герои страны». — стрелок 13-й заставы 3-го батальона 217-го пограничного полка НКВД по охране тыла 3-го Белорусского фронта. Звание присвоено 24 марта 1945 года, посмертно.
- Лопатин Алексей Васильевич. Сайт «Герои страны». — начальник 13-й заставы 90-го Владимир-Волынского отряда Украинского округа. Звание присвоено 18 декабря 1957 года, посмертно.
- Михальков Василий Фёдорович. Сайт «Герои страны». — командир отделения 5-й заставы 25-го Кагульского отряда Молдавского округа. Награждён 26 августа 1941 года.
- Морин Фёдор Васильевич. Сайт «Герои страны». — начальник 17-й заставы 91-го Рава-Русского отряда Украинского округа. Звание присвоено 8 мая 1965 года, посмертно.
- Петров, Василий Васильевич. Сайт «Герои страны». — заместитель политрука 7-й заставы 90-го Владимир-Волынского отряда Украинского округа. Звание присвоено 8 мая 1965 года, посмертно.
- Пустельников Семён Селиверстович. Сайт «Герои страны». — стрелок 9-й заставы 2-го отряда Украинского округа. Звание присвоено 31 марта 1945 года, посмертно.
- Рубцов Герасим Архипович. Сайт «Герои страны». — командир 456-го сводного пограничного полка НКВД (сформирован в Крымском округе) по охране тыла Приморской армии. Звание присвоено 8 мая 1965 года, посмертно.
- Рыжиков Анатолий Васильевич. Сайт «Герои страны». — командир взвода связи — начальник связи Бужорской комендатуры 2-го Каларашского отряда. Награждён 26 августа 1941 года.
- Середа Иван Михайлович. Сайт «Герои страны». — комендант 1-го участка 94-го Сколенского отряда Украинского округа. Звание присвоено 8 мая 1965 года, посмертно.
- Усов Виктор Михайлович. Сайт «Герои страны». — начальник 3-й заставы 86-го Августовского отряда Белорусского округа. Звание присвоено 6 мая 1965 года, посмертно.
- Утин Василий Ильич. Сайт «Герои страны». — комсорг и стрелок 14-й мотострелковой роты 95-го пограничного полка НКВД по охране тыла Южного фронта. Звание присвоено 27 марта 1942 года, посмертно.
- Чадайкин Василий Иванович. Сайт «Герои страны». — заместитель командира отделения 1-й резервной заставы 134-го пограничного полка НКВД по охране тыла 3-го Украинского фронта. Звание присвоено 15 мая 1946 года.